# Campionats del món de ciclisme en ruta de 2003
Els Campionats del món de ciclisme en ruta de 2003 es disputaren del 7 al 12 d'octubre de 2003 a Hamilton, Ontario, Canadà. La competició consistí en una cursa contrarellotge i una en ruta per a homes, dones, homes sub-23, homes i dones júniors.
David Millar, campió inicialment de la contrarellotge masculina, va rebre una sanció de dos anys i fou desposseït del seu títol per la Federació Britànica de Ciclimse per haver donat positiu per EPO en un control antidopatge. Després de la desqualificació l'UCI declarà a Michael Rogers el vencedor, mentre la medalla de plata passava a mans d'Uwe Peschel i el bronze a Michael Rich.

## Resultats
|                                         | Or                             | Or         | Argent                           | Argent | Bronze                          | Bronze |
| Proves masculines professionals         |                                |            |                                  |        |                                 |        |
| Cursa en línia masculina detalls        | Igor Astarloa · Espanya        | 6h 30' 19" | Alejandro Valverde · Espanya     | + 5"   | Peter Van Petegem · Bèlgica     | m. t.  |
| Contrarellotge masculina detalls        | Michael Rogers · Austràlia     | 52'42"     | Uwe Peschel · Alemanya           | m. t.  | Michael Rich · Alemanya         | + 10"  |
| Proves femenines elit                   |                                |            |                                  |        |                                 |        |
| Cursa en línia femenina detalls         | Susanne Ljungskog · Suècia     | 3h 16' 06" | Mirjam Melchers · Països Baixos  | + 10"  | Nicole Cooke · Regne Unit       | + 12"  |
| Contrarellotge femenina detalls         | Joane Somarriba · Espanya      | 28' 23"    | Judith Arndt · Alemanya          | + 11"  | Zulfià Zabírova · Rússia        | + 26"  |
| Proves masculines sub-23                |                                |            |                                  |        |                                 |        |
| Cursa en línia masculina sub-23 detalls | Serguei Lagutin · Uzbekistan   | 4h 14' 05" | Johan van Summeren · Bèlgica     | m. t.  | Thomas Dekker · Països Baixos   | m. t.  |
| Contrarellotge masculina sub-23 detalls | Markus Fothen · Alemanya       | 38' 35"    | Niels Scheuneman · Països Baixos | + 18"  | Alexandr Bespalov · Rússia      | + 21"  |
| Proves masculines júniors               |                                |            |                                  |        |                                 |        |
| Cursa en línia masculina júnior detalls | Kai Reus · Països Baixos       | 3h 01' 30" | Anders Lund · Dinamarca          | + 14"  | Lukaz Fus · Txèquia             | m. t.  |
| Contrarellotge masculina júnior detalls | Mikhail Ignatiev · Rússia      | 27' 01"    | Dmitro Grabovskyy · Ucraïna      | + 21"  | Viktor Renäng · Suècia          | + 22"  |
| Proves femenines júniors                |                                |            |                                  |        |                                 |        |
| Cursa en línia femenina júnior detalls  | Loes Markerink · Països Baixos | 2h 05' 39" | Irina Tolmacheva · Rússia        | m. t.  | Sabine Fischer · Alemanya       | m. t.  |
| Contrarellotge femenina júnior detalls  | Bianca Knöpfle · Alemanya      | 22' 17"    | Loes Markerink · Països Baixos   | + 16"  | Iris Slappendel · Països Baixos | + 30"  |

## Medaller
| Posició | País          | Or | Plata | Bronze | Total |
| 1       | Països Baixos | 2  | 3     | 2      | 7     |
| 2       | Alemanya      | 2  | 2     | 2      | 6     |
| 3       | Espanya       | 2  | 1     | -      | 3     |
| 4       | Rússia        | 1  | 1     | 2      | 4     |
| 5       | Suècia        | 1  | -     | 1      | 2     |
| 6       | Nova Zelanda  | 1  | -     | -      | 1     |
| 6       | Austràlia     | 1  | -     | -      | 1     |
| 8       | Bèlgica       | -  | 1     | 1      | 2     |
| 9       | Dinamarca     | -  | 1     | -      | 1     |
| 9       | Ucraïna       | -  | 1     | -      | 1     |
| 11      | Txèquia       | -  | -     | 1      | 1     |